# Alexa Havins
 (mars 2019).
Si vous disposez d'ouvrages ou d'articles de référence ou si vous connaissez des sites web de qualité traitant du thème abordé ici, merci de compléter l'article en donnant les références utiles à sa vérifiabilité et en les liant à la section « Notes et références ».
 (mars 2019).
Alexa Havins (née le 16 novembre 1980) est une actrice américaine, notamment connue pour avoir interprété le rôle de Babe Carey Chandler dans la série télévisée La Force du destin. Elle a aussi joué dans 27 robes aux côtés de Katherine Heigl et dans la saison 4 de Torchwood le rôle d'Esther Drummond, agent de la CIA.

## Biographie

### Vie privée
Depuis le 5 juin 2005 Alexa est mariée avec l'acteur Justin Bruening, qui a lui aussi joué dans La Force du destin et avec qui elle a eu une fille, Lexington Grace Bruening, née le 10 août 2010, un fils, Zane, né en 2013 et une deuxième fille née en décembre 2015.

## Filmographie
- 2007 : Brooklyn Rules de Michael Corrente :
- 2013 : Proxy : Mélanie Michaels